# Matiur Rehman
Matiur Rehman (1977) is een Pakistaanse man en hoofdverdachte in de zaak waarbij op 9 augustus 2006 24 verdachten werden aangehouden op verdenking van het plannen van een grote terreuraanslag op negen tot twaalf vliegtuigen op trans-Atlantische vluchten. Rehman was op 11 augustus 2006 nog voortvluchtig, net als 4 andere verdachten. De groep van 29 islamitische mannen in de leeftijd van zeventien tot zesendertig jaar zouden van plan geweest zijn duizenden doden te veroorzaken rondom de herdenking van de terreuraanslagen van 11 september 2001.